# Liga mistrů UEFA 2022/2023 – vyřazovací fáze
Vyřazovací fáze Ligy mistrů UEFA 2022/23 začalo 14. února dvěma osmifinálovými zápasy a skončilo 10. června 2023 finálovým duelem na Atatürkově olympijském stadionu v tureckém Istanbulu, kde se rozhodne o vítězi Ligy mistrů UEFA 2022/23.  Ve vyřazovací fázi se objevilo celkem 16 týmů.
Časy jsou uvedeny podle středoevropského času jak je uvádí UEFA (místní časy, pokud se liší, jsou uvedeny pod časem výkopu).

## Týmy
Vyřazovací fáze se účastní 16 týmů, jež se umístily na dvou postupujících pozicích z každé z osmi skupin ve skupinové fázi. 
| Skupina | Nasazené týmy (vítězové skupin) | Nenasazené týmy (2. týmy ve skupině) |
| ------- | ------------------------------- | ------------------------------------ |
| A       | Neapol                          | Liverpool                            |
| B       | Porto                           | Bruggy                               |
| C       | Bayern Mnichov                  | Inter Milán                          |
| D       | Tottenham                       | Frankfurt                            |
| E       | Chelsea                         | AC Milán                             |
| F       | Real Madrid                     | RB Lipsko                            |
| G       | Manchester City                 | Borussia Dortmund                    |
| H       | Benfica                         | PSG                                  |

## Formát
Každý duel ve vyřazovací fázi, kromě finále, se hraje na dva zápasy, přičemž každý tým hraje jeden zápas doma. Do dalšího kola postoupí tým, který v součtu obou zápasů vstřelí více branek. Pokud je celkové skóre vyrovnané, hraje se 30 minut prodloužení (pravidlo o gólech hostů se již neuplatňuje). Pokud je skóre na konci prodloužení stále vyrovnané, o vítězi rozhodne penaltový rozstřel. Ve finále, které se hraje jako jediný zápas, se v případě vyrovnaného skóre na konci normální hrací doby hraje prodloužení, po němž následuje penaltový rozstřel, pokud je skóre stále vyrovnané.
Kritéria losování pro každé kolo je následující:
- Při losování osmifinále bylo osm vítězů skupin nasazeno a osm postupujících ze skupin bylo nenasazeno. Nasazené týmy byly nalosovány proti nenasazeným týmům, přičemž nasazené týmy hostily druhý zápas. Týmy ze stejné skupiny nebo stejné země nemohly být nalosovány proti sobě.
- Při losování čtvrtfinále a semifinále nejsou nasazené týmy a týmy ze stejné skupiny nebo stejné země mohou být vylosovány proti sobě. Vzhledem k tomu, že losování čtvrtfinále a semifinále probíhá společně před odehráním čtvrtfinále, není v době losování semifinále známa totožnost vítězů čtvrtfinále. Losování se rovněž provádí za účelem určení vítěze semifinále, který je určen jako "domácí" tým pro finále (pro administrativní účely, protože se hraje na neutrálním místě).
- Pro čtvrtfinále a semifinále se z logistických důvodů a z důvodu kontroly diváků neplánuje, aby týmy ze stejného města hrály doma ve stejný den nebo v po sobě jdoucích dnech. Aby se předešlo takovému konfliktu v termínech, pokud jsou dva týmy vylosovány tak, aby hrály doma ve stejném hracím dnu, je pořadí fází, které se účastní tým s nižším domácím umístěním v koeficientu, oproti původnímu losu obráceno.

## Termíny
Termíny zápasů jsou následující (všechna losování se konala v sídle UEFA ve švýcarském Nyonu).
| Fáze        | Datum losování    | První zápasy                                                    | Odvety                                                          |
| ----------- | ----------------- | --------------------------------------------------------------- | --------------------------------------------------------------- |
| Osmifinále  | 7. listopadu 2022 | 14.–15. a 21.–22. února 2023                                    | 7.–8. a 15.–16. března 2023                                     |
| Čtvrtfinále | 17. března 2023   | 11.–12. dubna 2023                                              | 18.–19. dubna 2023                                              |
| Semifinále  | 17. března 2023   | 9.–10. května 2023                                              | 16.–17. května 2023                                             |
| Finále      | 17. března 2023   | 10. června 2023 na Atatürkově olympijském stadionu, v Istanbulu | 10. června 2023 na Atatürkově olympijském stadionu, v Istanbulu |

## Osmifinále
Los osmifinále proběhl 7. listopadu 2022 ve 12:00. První zápasy se odehrály 14., 15., 21. a 22. února a odvety 7., 8., 14. a 15. března 2023.
| Domácí v 1. zápase | Celkem | Hosté v 1. zápase | 1. zápas | 2. zápas |
| ------------------ | ------ | ----------------- | -------- | -------- |
| RB Lipsko          | 1 : 8  | Manchester City   | 1:1      | 0:7      |
| Bruggy             | 1 : 7  | Benfica           | 0:2      | 1:5      |
| Liverpool          | 2 : 6  | Real Madrid       | 2:5      | 0:1      |
| AC Milán           | 1 : 0  | Tottenham Hotspur | 1:0      | 0:0      |
| Frankfurt          | 0 : 5  | Neapol            | 0:2      | 0:3      |
| Borussia Dortmund  | 1 : 2  | Chelsea           | 1:0      | 0:2      |
| Inter Milán        | 1 : 0  | Porto             | 1:0      | 0:0      |
| PSG                | 0 : 3  | Bayern Mnichov    | 0:1      | 0:2      |

### Zápasy
| 22. února 2023 21:00 |        |                  |                                                                  |
| RB Lipsko            | 1 : 1  | Manchester City  | Red Bull Aréna, Lipsko diváci: 45 228 rozhodčí: Serdar Gözübüyük |
| Joško Gvardiol 70'   | Report | 27' Riyad Mahrez | Red Bull Aréna, Lipsko diváci: 45 228 rozhodčí: Serdar Gözübüyük |

| 15. března 2023 21:00                                                                    |        |           |                                                                   |
| Manchester City                                                                          | 7 : 0  | RB Lipsko | Etihad Stadium, Manchester diváci: 52 038 rozhodčí: Slavko Vinčić |
| Erling Haaland 22' (pen.), 24', 45+2', 53', 57' İlkay Gündoğan 49' Kevin De Bruyne 90+2' | Report |           | Etihad Stadium, Manchester diváci: 52 038 rozhodčí: Slavko Vinčić |

Manchester City zvítězil celkově 8:1.
| 15. února 2023 21:00 |        |                                       |                                                                   |
| Bruggy               | 0 : 2  | Benfica                               | Jan Breydel Stadion, Bruggy diváci: 24 136 rozhodčí: Davide Massa |
|                      | Report | João Mário 51' (pen.) David Neres 88' | Jan Breydel Stadion, Bruggy diváci: 24 136 rozhodčí: Davide Massa |

| 7. března 2023 21:00                                                          |        |                  |                                                                  |
| Benfica                                                                       | 5 : 1  | Bruggy           | Estádio da Luz, Lisabon diváci: 60 960 rozhodčí: Halil Umut Mele |
| Rafa Silva 38' Gonçalo Ramos 45+2', 57' João Mário 71' (pen.) David Neres 77' | Report | 87' Bjorn Meijer | Estádio da Luz, Lisabon diváci: 60 960 rozhodčí: Halil Umut Mele |

Benfica zvítězila celkově 7:1.
| 21. února 2023 21:00              |        |                                                                  |                                                           |
| Liverpool                         | 2 : 5  | Real Madrid                                                      | Anfield, Liverpool diváci: 52 337 rozhodčí: István Kovács |
| Darwin Núñez 4' Mohamed Salah 14' | Report | 21', 36' Vinícius Júnior 47' Éder Militão 55', 67' Karim Benzema | Anfield, Liverpool diváci: 52 337 rozhodčí: István Kovács |

| 16. března 2023 21:00 |        |           |                                                                 |
| Real Madrid           | 1 : 0  | Liverpool | Santiago Bernabéu, Madrid diváci: 63 127 rozhodčí: Felix Zwayer |
| Karim Benzema 78'     | Report |           | Santiago Bernabéu, Madrid diváci: 63 127 rozhodčí: Felix Zwayer |

Real Madrid zvítězil celkově 6:2.
| 14. února 2023 21:00 |        |                   |                                                         |
| AC Milán             | 1 : 0  | Tottenham Hotspur | San Siro, Milán diváci: 74 320 rozhodčí: Sandro Schärer |
| Brahim Díaz 7'       | Report |                   | San Siro, Milán diváci: 74 320 rozhodčí: Sandro Schärer |

| 8. března 2023 21:00 |        |          |                                                                           |
| Tottenham Hotspur    | 0 : 0  | AC Milán | Tottenham Hotspur Stadium, Londýn diváci: 61 602 rozhodčí: Clément Turpin |
|                      | Report |          | Tottenham Hotspur Stadium, Londýn diváci: 61 602 rozhodčí: Clément Turpin |

AC Milán zvítězil celkově 1:0.
| 21. února 2023 21:00 |        |                                            |                                                                          |
| Eintracht Frankfurt  | 0 : 2  | Neapol                                     | Deutsche Bank Park, Frankfurt diváci: 47 500 rozhodčí: Artur Soares Dias |
|                      | Report | 40' Victor Osimhen 65' Giovanni Di Lorenzo | Deutsche Bank Park, Frankfurt diváci: 47 500 rozhodčí: Artur Soares Dias |

| 16. března 2023 21:00                                |        |           |                                                                               |
| Neapol                                               | 3 : 0  | Frankfurt | Stadio Diego Armando Maradona, Neapol diváci: 49 082 rozhodčí: Anthony Taylor |
| Victor Osimhen 45+2', 53' Piotr Zieliński 64' (pen.) | Report |           | Stadio Diego Armando Maradona, Neapol diváci: 49 082 rozhodčí: Anthony Taylor |

Neapol zvítězila celkově 5:0.
| 15. února 2023 21:00 |        |         |                                                                        |
| Borussia Dortmund    | 1 : 0  | Chelsea | Signal Iduna Park, Dortmund diváci: 81 365 rozhodčí: Jesús Gil Manzano |
| Karim Adeyemi 63'    | Report |         | Signal Iduna Park, Dortmund diváci: 81 365 rozhodčí: Jesús Gil Manzano |

| 7. března 2023 21:00                       |        |                   |                                                                 |
| Chelsea                                    | 2 : 0  | Borussia Dortmund | Stamford Bridge, Londýn diváci: 38 882 rozhodčí: Danny Makkelie |
| Raheem Sterling 43' Kai Havertz 53' (pen.) | Report |                   | Stamford Bridge, Londýn diváci: 38 882 rozhodčí: Danny Makkelie |

Chelsea zvítězila celkově 2:1.
| 22. února 2023 21:00 |        |       |                                                          |
| Inter Milán          | 1 : 0  | Porto | San Siro, Milán diváci: 75 374 rozhodčí: Srđan Jovanović |
| Romelu Lukaku 86'    | Report |       | San Siro, Milán diváci: 75 374 rozhodčí: Srđan Jovanović |

| 15. března 2023 21:00 |        |             |                                                                    |
| Porto                 | 0 : 0  | Inter Milán | Estádio do Dragão, Porto diváci: 48 015 rozhodčí: Szymon Marciniak |
|                       | Report |             | Estádio do Dragão, Porto diváci: 48 015 rozhodčí: Szymon Marciniak |

Inter Milán zvítězil celkově 1:0.
| 14. února 2023 21:00 |        |                    |                                                            |
| PSG                  | 0 : 1  | Bayern Mnichov     | Park Princů, Paříž diváci: 46 435 rozhodčí: Michael Oliver |
|                      | Report | 53' Kingsley Coman | Park Princů, Paříž diváci: 46 435 rozhodčí: Michael Oliver |

| 8. března 2023 21:00                          |        |     |                                                                |
| Bayern Mnichov                                | 2 : 0  | PSG | Allianz Aréna, Mnichov diváci: 75 000 rozhodčí: Daniele Orsato |
| Eric Maxim Choupo-Moting 61' Serge Gnabry 89' | Report |     | Allianz Aréna, Mnichov diváci: 75 000 rozhodčí: Daniele Orsato |

Bayern Mnichov zvítězil celkově 3:0.

## Čtvrtfinále
Los čtvrtfinále se uskutečnil 17. března 2023 ve 12:00 středoevropského času. První zápasy se odehrály 11. a 12. dubna a odvety 18. a 19. dubna 2023.
| Domácí v 1. zápase | Celkem | Hosté v 1. zápase | 1. zápas | 2. zápas |
| ------------------ | ------ | ----------------- | -------- | -------- |
| Real Madrid        | 4 : 0  | Chelsea           | 2:0      | 2:0      |
| Benfica            | 3 : 5  | Inter Milán       | 0:2      | 3:3      |
| Manchester City    | 4 : 1  | Bayern Mnichov    | 3:0      | 1:1      |
| AC Milán           | 2 : 1  | Neapol            | 1:0      | 1:1      |

### Zápasy
| 12. dubna 2023 21:00                |        |         |                                                                      |
| Real Madrid                         | 2 : 0  | Chelsea | Santiago Bernabéu, Madrid diváci: 63 142 rozhodčí: François Letexier |
| Karim Benzema 21' Marco Asensio 74' | Report |         | Santiago Bernabéu, Madrid diváci: 63 142 rozhodčí: François Letexier |

| 18. dubna 2023 21:00 |        |                  |                                                                 |
| Chelsea              | 0 : 2  | Real Madrid      | Stamford Bridge, Londýn diváci: 39 453 rozhodčí: Daniele Orsato |
|                      | Report | 58', 80' Rodrygo | Stamford Bridge, Londýn diváci: 39 453 rozhodčí: Daniele Orsato |

Real Madrid zvítězil celkově 4:0.
| 11. dubna 2023 21:00 |        |                                             |                                                                 |
| Benfica              | 0 : 2  | Inter Milán                                 | Estádio da Luz, Lisabon diváci: 62 594 rozhodčí: Michael Oliver |
|                      | Report | 51' Nicolò Barella 82' (pen.) Romelu Lukaku | Estádio da Luz, Lisabon diváci: 62 594 rozhodčí: Michael Oliver |

| 19. dubna 2023 21:00                                       |        |                                                        |                                                                  |
| Inter Milán                                                | 3 : 3  | Benfica                                                | San Siro, Milán diváci: 75 380 rozhodčí: Carlos del Cerro Grande |
| Nicolò Barella 14' Lautaro Martínez 65' Joaquín Correa 78' | Report | 38' Fredrik Aursnes 86' António Silva 90+5' Petar Musa | San Siro, Milán diváci: 75 380 rozhodčí: Carlos del Cerro Grande |

Inter Milán zvítězil celkově 5:3.
| 11. dubna 2023 21:00                            |        |                |                                                                       |
| Manchester City                                 | 3 : 0  | Bayern Mnichov | Etihad Stadium, Manchester diváci: 52 257 rozhodčí: Jesús Gil Manzano |
| Rodri 27' Bernardo Silva 70' Erling Haaland 76' | Report |                | Etihad Stadium, Manchester diváci: 52 257 rozhodčí: Jesús Gil Manzano |

| 19. dubna 2023 21:00      |        |                    |                                                                |
| Bayern Mnichov            | 1 : 1  | Manchester City    | Allianz Arena, Mnichov diváci: 75 000 rozhodčí: Clément Turpin |
| Joshua Kimmich 83' (pen.) | Report | 57' Erling Haaland | Allianz Arena, Mnichov diváci: 75 000 rozhodčí: Clément Turpin |

Manchester City zvítězil celkově 4:1.
| 12. dubna 2023 21:00 |        |        |                                                        |
| AC Milán             | 1 : 0  | Neapol | San Siro, Milán diváci: 74 742 rozhodčí: István Kovács |
| Ismaël Bennacer 40'  | Report |        | San Siro, Milán diváci: 74 742 rozhodčí: István Kovács |

| 18. dubna 2023 21:00 |        |                    |                                                                                 |
| Neapol               | 1 : 1  | AC Milán           | Stadio Diego Armando Maradona, Neapol diváci: 52 728 rozhodčí: Szymon Marciniak |
| Victor Osimhen 90+3' | Report | 43' Olivier Giroud | Stadio Diego Armando Maradona, Neapol diváci: 52 728 rozhodčí: Szymon Marciniak |

AC Milán zvítězil celkově 2:1.

## Semifinále
Losování semifinále se uskutečnil 17. března 2023 ve 12:00 středoevropského času hned po losování čtvrtfinále. První zápasy se odehrály 9. a 10. května a odvety 16. a 17. května 2023.
| Domácí v 1. zápase | Celkem | Hosté v 1. zápase | 1. zápas | 2. zápas |
| ------------------ | ------ | ----------------- | -------- | -------- |
| AC Milán           | 0 : 3  | Inter Milán       | 0:2      | 0:1      |
| Real Madrid        | 1 : 5  | Manchester City   | 1:1      | 0:4      |

### Zápasy
| 10. května 2023 21:00 |        |                                      |                                                            |
| AC Milán              | 0 : 2  | Inter Milán                          | San Siro, Milán diváci: 75 532 rozhodčí: Jesús Gil Manzano |
|                       | Report | 8' Edin Džeko 11' Henrikh Mkhitaryan | San Siro, Milán diváci: 75 532 rozhodčí: Jesús Gil Manzano |

| 16. května 2023 21:00 |        |          |                                                         |
| Inter Milán           | 1 : 0  | AC Milán | San Siro, Milán diváci: 75 567 rozhodčí: Clément Turpin |
| Lautaro Martínez 74'  | Report |          | San Siro, Milán diváci: 75 567 rozhodčí: Clément Turpin |

Inter Milán zvítězil celkově 3:0.
| 9. května 2023 21:00 |        |                     |                                                                      |
| Real Madrid          | 1 : 1  | Manchester City     | Santiago Bernabéu, Madrid diváci: 63 485 rozhodčí: Artur Soares Dias |
| Vinícius Júnior 36'  | Report | 67' Kevin De Bruyne | Santiago Bernabéu, Madrid diváci: 63 485 rozhodčí: Artur Soares Dias |

| 17. května 2023 21:00                                               |        |             |                                                                      |
| Manchester City                                                     | 4 : 0  | Real Madrid | Etihad Stadium, Manchester diváci: 52 313 rozhodčí: Szymon Marciniak |
| Bernardo Silva 23', 37' Éder Militão 76' (vl.) Julián Álvarez 90+1' | Report |             | Etihad Stadium, Manchester diváci: 52 313 rozhodčí: Szymon Marciniak |

Manchester City zvítězil celkově 5:1.

## Finále
Finále se odehrálo 10. června 2023 na Atatürkově olympijském stadionu v Istanbulu. Po losování čtvrtfinále a semifinále se uskutečnilo losování, které určilo administrativní domácí tým.
| 10. června 2023 21:00 |        |             |                                                                                           |
| Manchester City       | 1 : 0  | Inter Milán | Atatürkův olympijský stadion, Istanbul, Turecko diváci: 71 412 rozhodčí: Szymon Marciniak |
| Rodri 68'             | Report |             | Atatürkův olympijský stadion, Istanbul, Turecko diváci: 71 412 rozhodčí: Szymon Marciniak |